# Албрехт I фон дер Шуленбург
Албрехт I фон дер Шуленбург 'Черния' (на немски: Albrecht I 'der Schwarze' von der Schulenburg; * пр. 1485; † 1519, Бетцендорф, Саксония-Анхалт) е благородник от род фон дер Шуленбург, „Черната линия“, в Алтмарк, Саксония-Анхалт.

## Произход и наследство
Той е син на Бернхард VII 'Стари' фон дер Шуленбург (* ок. 1430; † пр. 25 май 1498) и втората му съпруга фон Оперсхаузен. Внук е на Вернер VIII фон дер Шуленбург († пр. 1448) и на Барбара фон Есторф. Брат е на неженените Зегебанд фон дер Шуленбург († 1515), Дитрих VII фон дер Шуленбург († 1526), Вернер, Аделхайд, омъжена за Мартин Бенкендорф (1489 – 1575), Елизабет (1468 – 1553), омъжена за Клаус фон Барби, и Луция фон дер Шуленбург, омъжена за Курт фон Швайхолд.
Замъкът Бетцендорф е от 1340 г. собственост на род фон дер Шуленбург, след напускането на замък-резиденцията Шуленбург при Щапенбек близо до Залцведел. Бетцендорф става през следващите векове фамилно главно место на рода. През 1340 г. синовете на рицар Вернер II фон дер Шуленбург († сл. 1304) разделят замък-резиденция Бург Бетцендорф. Рицар Дитрих II (1302/1304 – 1340) основава „Черната линия“, а по-малкият му брат рицар Бернхард I († сл. 1340) „Бялата линия“.
Албрехт I фон дер Шуленбург 'Черния' умира в Бетцендорф на ок. 34 години през 1519 г. от раните си в „битката при Золтау“ (на 28 юни 1519 г.) в Долна Саксония.

## Фамилия
Албрехт I фон дер Шуленбург 'Черния' се жени за Катарина фон Рор (* ок. 1486; † сл. 1519), дъщеря на Хайнрих фон Рор и съпругата му фон Биникен. Те имат осем деца:
- Берндт фон дер Шуленбург († 1525)
- Зигфрид фон дер Шуленбург († сл. 1524)
- Левин I фон дер Шуленбург (* 1510, Бетцендорф, Саксония-Анхалт; † 3 октомври 1569, Дамбек, днес част от Залцведел), женен през 1534/1536 г. за Илза фон Квитцов (* 1518; † 19 май 1591)
- Вернер XV фон дер Шуленбург († сл. 1524)
- Анна фон дер Шуленбург († сл. 5 май 1552), омъжена за Лудолф фон дем Кнезебек († пр. 5 май 1552)
- Рица/Рикса фон дер Шуленбург, омъжена за Томас фон дер Кнезебек
- Луция фон дер Шуленбург, омъжена за Курт фон Швихелт
- Кристина фон дер Шуленбург